# Shooting at the Sun
Shooting at the Sun è il sesto album in studio del gruppo musicale britannico Thunder, pubblicato nel 2003.

## Tracce
Testi e musiche di Luke Morley, eccetto dove indicato.
1. Loser – 5:10
2. Everybody's Laughing – 4:04
3. If I Can't Feel Love – 4:51
4. Shooting at the Sun – 4:43
5. The Pimp and the Whore – 4:15
6. A Lover, Not a Friend – 4:21
7. Shake the Tree – 4:23
8. Somebody Get Me a Spin Doctor – 4:40
9. The Man Inside – 4:30 (Luke Morley, Peter Shoulder)
10. Out of My Head – 4:16
11. Blown Away – 5:31

Tracce Bonus Edizione Europa/Digipak
1. River of Pain (live) – 4:08
2. Somebody Get Me a Spin Doctor (live) – 5:01

## Formazione
- Danny Bowes – voce
- Luke Morley – chitarra acustica, chitarra solista, cori, percussioni
- Chris Childs – basso
- Gary "Harry" James – batteria, percussioni
- Ben Matthews – chitarra, tastiera